# Comuna Lîsivka, Popilnea
Lîsivka (în ucraineană Лисівська сільська рада) este o comună în raionul Popilnea, regiunea Jîtomîr, Ucraina, formată din satele Lîsivka (reședința) și Mîșerîne.

## Demografie
Componența lingvistică a comunei Lîsivka
     Ucraineană (96,68%)
     Rusă (2,92%)
     Alte limbi (0,26%)
Conform recensământului din 2001, majoritatea populației comunei Lîsivka era vorbitoare de ucraineană (96,68%), existând în minoritate și vorbitori de rusă (2,92%).